# گی آنری
گی هنری (فرانسوی: Guy Henri‎؛ ‏ ۶ ژانویهٔ ۱۹۲۲ – ۹ ژوئیهٔ ۲۰۰۲) بازیگر اهل فرانسه بود.
از فیلم‌هایی که وی در آن نقش داشته‌است، می‌توان به آتول کا، آسانسوری به‌سوی قتلگاه، و خداوند زن را آفرید، همه خطرات را در نظر بگیرید، زیبایی‌های شب، فانفان لا تولیپ، دایره سرخ، تن‌تن و راز پشم طلایی و ناپلئون اشاره کرد.